# Maxomys moi
Maxomys moi é uma espécie de roedor da família Muridae.
Pode ser encontrada nos seguintes países: Laos e Vietname.